# Beijing Capital Airlines

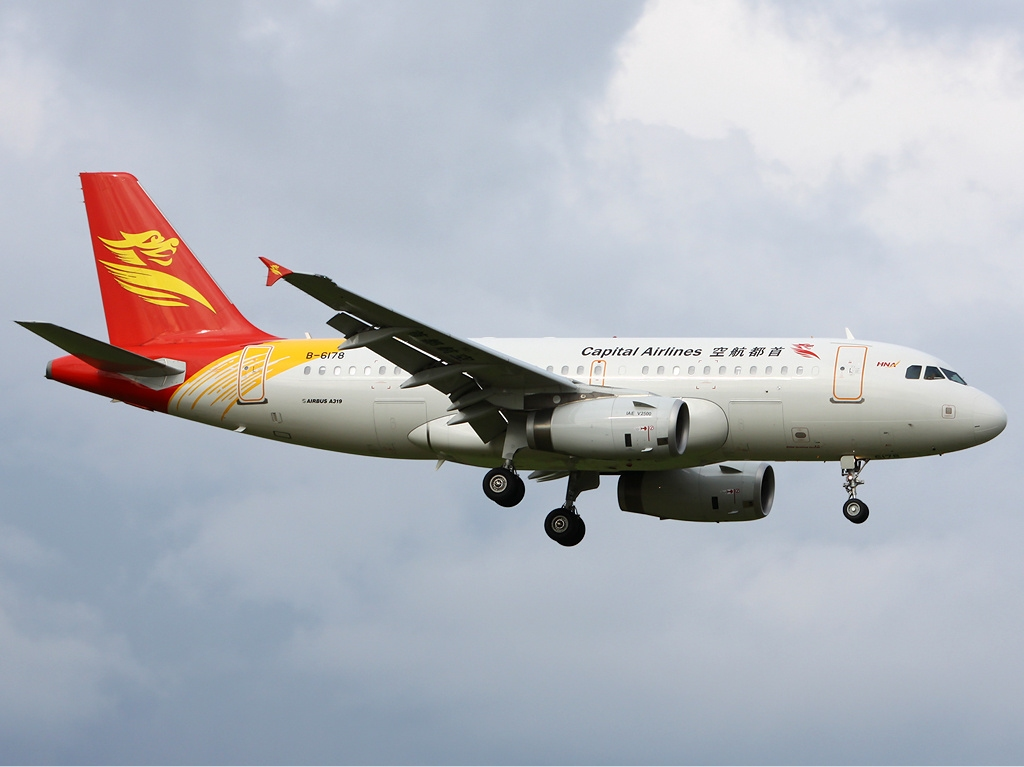
Un Airbus A319 de Beijing Capital Airlines

Beijing Capital Airlines (首都航空), filiale de Hainan Airlines, est une compagnie aérienne chinoise basée à l'Aéroport international de Pékin,.

## Histoire

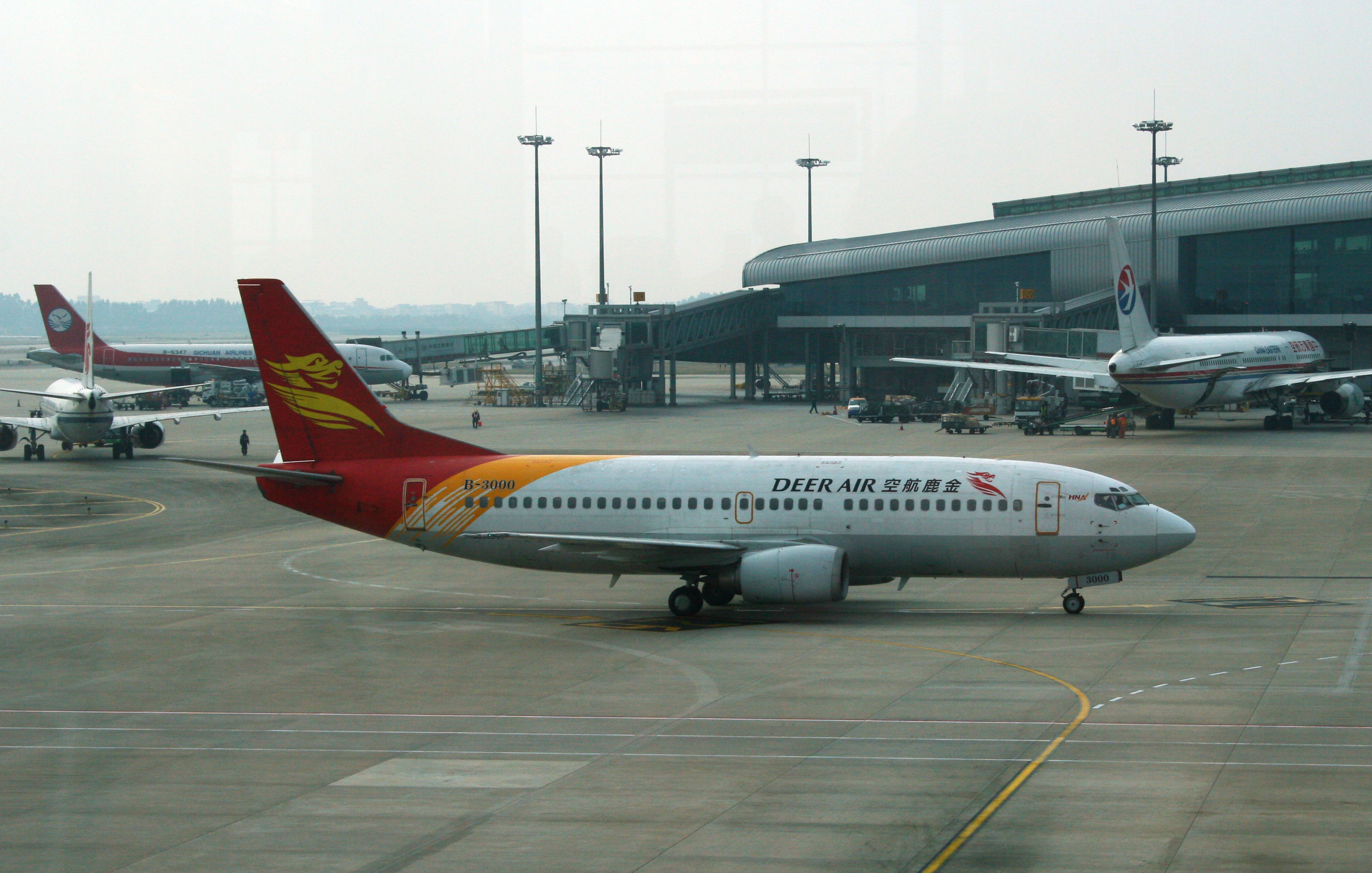
Boeing 737-300 de Deer Air à l'Aéroport international de Canton Baiyun

La compagnie aérienne est fondée en 1995 sous le nom de Deer Jet Airlines (金鹿航空). En 1998, elle commence à proposer des destinations internationales sous l'enseigne Deer Air et reçoit en octobre 2007 son premier Airbus A319, abandonnant ainsi ses anciens Boeing 737. Deer Jet commence à proposer des charters en décembre 2008, et est autorisée en 2009 par l'Administration de l'Aviation Civile de Chine à effectuer des vols commerciaux réguliers.
Deer Jet Airlines est divisée en deux sociétés le 4 mai 2010. Tandis que les vols charters sont réalisés par Deer Jet, les vols commerciaux réguliers sont désormais effectués par Beijing Capital Airlines,,.

## Flotte
En octobre 2020, la flotte de Beijing Capital Airlines est la suivante:
La flotte des jets commerciaux, sous l'enseigne Deer Jet, est la suivante:
- 1 Gulfstream G550
- 2 Gulfstream V
- 1 Hawker 4000

## Liens Externes
- Site Officiel de Beijing Capital Airlines
- Site officiel de Deer Jet